# Slag (stöt)
| Slag |
| --- |
| Boxare slår på varandra under en match. - Betydelse – riktad fysisk och aggressiv attack (med handen eller handhållet föremål) mot en annan person - Syfte – smärta och/eller fysisk skada - Användning – slagsmål, kampsport, sexuellt rollspel - Varianter – knytnävsslag, piskrapp, slag med käpp, smisk, örfil |

Ett slag är en riktad fysisk och aggressiv attack mot en annan person, med målet att förorsaka smärta och/eller fysisk skada. Det är en form av våld och utförs ofta med en hand. Slaget kan också utföras med ett handhållet verktyg eller vapen – inklusive piska eller käpp. Ett slag används ofta som bestraffning, och kroppsaga är olagligt i många länder.
Slag är i regel en form av misshandel. Olika typer av slag ingår även i fysiskt handgemäng och kampsport, och kan användas i lekfullt syfte (i rollspel där man leker med makt och sexuell dominans).

## Varianter
Slag med hjälp av ens hand kan ske på flera olika sätt. En örfil är ett slag med öppen handflata mot någons ansikte, medan smisk är motsvarande handling mot stjärten eller andra delar av kroppen. Historisk har denna kroppsaga använts som bestraffning mot barn (barnaga) eller underlydande, men denna praktik har successivt förbjudits i många länder som skrivit under konventioner om mänskliga rättigheter.
Om den slående handen är knuten, talar man om ett knytnävsslag. Denna form av slag är vanlig i samband med slagsmål och boxning; i det senare fallet är handen skyddad av en vadderad tumhandske, för att både skydda handen och mottagaren av slaget från allvarlig skada. Ett karateslag utförs ofta med "undersidan" av en öppen men spänd hand, men inom sporten finns även en mängd andra slagvarianter.
Man kan även slå med hjälp av olika handhållna verktyg eller vapen; denna användning av ordet var vanligare förr. Piskor, spön eller käppar kan förstärka kraften eller effekten av slaget, och i samband med hantering av hästar förekommer ridpiskor som ett sätt att mana på eller korrigera hästens beteende. Det finns i många länder lagliga begränsningar mot att utöva våld mot hästar och andra djur, och piskan kan istället användas för att markera genom slag i luften.

## Användning
Slag används som del av olika aggressiva handlingar. Den motsvarar ofta en sorts misshandel och är i regel åtalbar. Slag kan även användas som självförsvar mot en fysisk attack.
Olika typer av slag används inom många kampsporter. Vissa slag, som örfilar och smisk på stjärten, är ibland del av sexuella rollspel (se vidare BDSM), där man leker med makt, dominans och underordning. De måste utföras på rätt sätt, ingå i situationer med samtycke och inte överskrida en viss styrka för att kunna vara lagliga. I Sverige är den här typen av samtyckt våld laglig om den endast motsvarar ringa misshandel. Spridandet av bilder med grovt eller sexuellt våld är olagligt i Sverige men sällan föremål för åtal, eftersom det är ett yttrandefrihetsbrott och inte faller under allmänt åtal.

## Liknande våld
Ett slag med hjälp av foten kallas spark. Om man använder sitt huvud för att göra aggressiva attacker, skallar man någon. Om knäet används, talar man om att knäa någon.